# Separator (informatyka)
Separator – znak lub ciąg znaków używany do ograniczenia fragmentów tekstu posiadających określone znaczenie. 
Przykłady separatorów:
- średnik lub przecinek jako separator pól w formacie CSV
- delimiter sygnaturki w wiadomości internetowej
- separator części MIME w wiadomości z typem multipart
- separator dziesiętny i separator tysięcy w zapisie liczb
- Separator w programowaniu